# Цыгуров, Геннадий Фёдорович
Геннадий Фёдорович Цыгу́ров (15 апреля 1942, Челябинск — 14 декабря 2016, Тольятти, Самарская область) — советский хоккеист, защитник; советский и российский тренер по хоккею с шайбой. Мастер спорта СССР. Заслуженный тренер РСФСР (1981). Заслуженный тренер СССР (1989).

## Хоккейная карьера
В детстве увлекался футболом, в хоккей пришёл поздно, в 14 лет. Воспитанник специализированной ДЮСШОР «Трактор». Местный хоккейный клуб «Трактор» стал и единственной командой Геннадия Цыгурова. За «Трактор» на позиции защитника он отыграл 18 сезонов, с 1960 по 1977 года. Провёл 658 игр, забил 47 шайб. Бронзовый призёр чемпионата СССР (1977), финалист Кубка СССР (1973).
На протяжении трёх сезонов был капитаном команды (1965—1969 годы). От болельщиков клуба получил прозвище Бригадир.

## Тренерская работа
С 1977 года перешёл на тренерскую работу. За это время работал с командами:
- «Трактор» Челябинск в 1978—1984 (в сезоне 1977/78 тренер-ассистент); 1987—1990; 2005—2007 годах
- СК им. Урицкого (ныне «Ак Барс»; Казань) в 1984—1987 годах
- «Лада» Тольятти в 1990—2000 и 2011—2012 годах
  - Чемпион МХЛ — 1994, 1996.
  - победитель Кубка МХЛ в 1994 году
  - обладатель Кубка Европы (1997)
- «Авангард» Омск в 2000—2002 годах
  - серебряный призёр чемпионата России (2001)
- «Торпедо» Нижний Новгород 2002—2003 гг.
- «Кристалл» Саратов
- ХК МВД (Тверь)
- Нефтехимик (Нижнекамск)
- Сарыарка (Казахстан)

Трехкратный победитель второго эшелона российского хоккея (2003 — во главе «Торпедо» НН, 2005 — ХК МВД, 2006 — «Трактор»), победитель первой лиги СССР и переходного турнира 1990/91 («Лада»); таким образом, под его руководством в элитный дивизион вышли четыре команды. Ещё одна победа во втором эшелоне — на счету Цыгурова как игрока (1967/68, вторая группа класса «А», «Трактор»).
В 1995—1996 и 1998—2000 годах — был вторым тренером национальной сборной России. В 1999 году молодёжная сборная России под его руководством в статусе главного тренера выиграла мировое первенство.
Умер 14 декабря 2016 года в Тольятти
Похоронен на Новом кладбище Тольятти.

## Семья
Женат, отец дочери и двоих сыновей, Дмитрия и Дениса, которые также были хоккеистами. Состоял в КПСС.

## Награды и звания
- Кавалер ордена «Знак Почёта» (1981);
- Награждён знаком отличия «За заслуги перед Челябинской областью» (2006).
- Почётный гражданин городов Тольятти (1994) и Челябинска (2006).